# Leif Andersson (fotbollstränare)
Leif Arne Andersson, född 20 februari 1952 i Nossebro, är en svensk före detta fotbollsspelare som är verksam som tränare i Herrljunga SK.

## Klubbar

### Som spelare
- IK Elmer
- Alingsås IF
- Vårgårda IK
- IFK Göteborg

### Som tränare
- IK Elmer
- Vårgårda IK
- Åsebro IF
- IK Oddevold (2000–2001)
- IFK Falköping
- Tidaholms GoIF
- Vara SK
- Herrljunga SK (1985–86, 2004–)
- IK Frisco (2008-2013)